# Фуссені Діавара
Фуссені Діавара (фр. Fousseni Diawara, нар. 28 серпня 1980, Париж) — французький і малійський футболіст, правий захисник клубу «Тур» і національної збірної Малі.

## Клубна кар'єра
Народився 1980 року в Парижі. У дорослому футболі дебютував 1999 року виступами за команду місцевого клубу «Ред Стар», в якій провів один сезон, взявши участь у 17 матчах чемпіонату. 
2000 року перейшов до «Сент-Етьєна», кольори якого захищав до 2008 року. Протягом цього періоду також грав на умовах оренди за «Лаваль» і «Сошо».
На початку 2008 року уклав контракт на 2,5 роки з грецьким «Паніоніосом». Проте у грецькій команді стати основним гравцем не зміг і у вересні 2009 року повернувся до Франції, ставши гравцем «Істра».
У червні 2010 року уклав контракт з клубом «Аяччо», у складі якого провів наступні три роки своєї кар'єри гравця. Граючи у складі «Аяччо» здебільшого виходив на поле в основному складі команди.
До складу клубу «Тур» приєднався 2013 року.

## Виступи за збірну
Погодившись захищати на рівні збірних кольори своєї історичної батьківщини, 2001 року дебютував в офіційних матчах у складі національної збірної Малі. Наразі провів у формі головної команди цієї африканської країни 54 матчі.
У складі збірної був учасником чотирьох розіграшів Кубка африканських націй: 2002 року в Малі, 2004 року в Тунісі, 2013 року в ПАР, а також 2015 року в Екваторіальній Гвінеї.

## Титули і досягнення
- Бронзовий призер Кубка африканських націй: 2013